# Bernardo Cesi
Bernardo Cesi (Modena, 1582 – Bologna, 14 settembre 1630) è stato un gesuita e naturalista italiano, considerato l'inventore del termine mineralogia.

## Biografia
Nato Modena nel 1582, entrò nella Compagnia di Gesù nel novembre 1599, a Roma; studiò di physica nel Collegio Romano nel 1601/3. Dopo aver insegnato filosofia per tre anni in una località ignota, Cesi seguì il quadriennio teologico (forse nel Collegio Romano) e nel 1611 o 1612 fu inviato a Parma come lettore di filosofia; mantenne l'incarico fino al 1622, quando ebbe l'incarico di precettore dei figli del duca a Modena. Morì a Parma nel 1630 per una pestilenza che uccise circa 200 gesuiti della provincia.

## Opere
Notevole la sua Mineralogia (apparsa postuma, probabilmente a cura di Giovanni Riccioli a Lione nel 1636), uno dei migliori contributi nel settore nell'Italia nel primo Seicento, che i gesuiti del collegio di Modena dedicarono al suo ex allievo Francesco d'Este.